# Caparo Vehicle Technologies
La Caparo Vehicle Technologies (precedentemente conosciuta come Freestream Cars Limited) nasce dall'acquisizione nel 2006 dell'originale Freestream a sua volta nata da un progetto di Ben Scott-Geddes e Graham Halstead (due ex ingegneri McLaren) insieme a Gordon Murray, per la realizzazione di una supercar ispirata da una monoposto di formula1, la Caparo T1. Il progetto nasce infatti dalle conoscenze acquisite nella progettazione della McLaren F1 e la vettura avrebbe dovuto essere costruita per la maggior parte con materiali prodotti all'interno del gruppo.
Il gruppo Caparo, proprietario tra l'altro della divisione Caparo Maruti Limited e della Caparo Engineering India oltre che di altre aziende localizzate in India, si era impegnata con la Tata Group per la fornitura, attraverso la Caparo Vehicle Products del 60% di componenti strutturali della Tata Nano.
Dopo essere entrata in amministrazione controllata nel 2015 unitamente ad altre aziende dello stesso gruppo, la Caparo Vehicle Technologies è stata chiusa nel 2019.